# Drouville
Drouville é uma comuna francesa na região administrativa do Grande Leste, no departamento de Meurthe-et-Moselle. Estende-se por uma área de 7.12 km², e possui 207 habitantes, segundo o censo de 2018, com uma densidade de 29 hab/km².